# Mérulaxe ocellé
Genre
Espèce
Statut de conservation UICN

LC : Préoccupation mineure
Le Mérulaxe ocellé (Acropternis orthonyx) est une espèce d'oiseau de la famille des Rhinocryptidae. Il s'agit de la seule espèce du genre Acropternis. Cet oiseau peuple les Andes boréales.